# Ligue de diamant 2011 - 110 m haies
L'épreuve du 110 mètres haies de la Ligue de diamant 2011 se déroule du 15 mai au 16 septembre 2011. La compétition fait successivement étape à Shanghai, Eugene, Oslo, Paris, Stockholm et Londres, la finale ayant lieu à Zurich peu après les Championnats du monde de Daegu.

## Calendrier
| Date             | Meeting             | Ville     | Pays        |
| ---------------- | ------------------- | --------- | ----------- |
| 15 mai 2011      | Golden Grand Prix   | Shanghai  | Chine       |
| 4 juin 2011      | Prefontaine Classic | Eugene    | États-Unis  |
| 9 juin 2011      | Bislett Games       | Oslo      | Norvège     |
| 8 juillet 2011   | Meeting Areva       | Paris     | France      |
| 29 juillet 2011  | DN Galan            | Stockholm | Suède       |
| 5-6 aout 2011    | London Grand Prix   | Londres   | Royaume-Uni |
| 8 septembre 2011 | Weltklasse          | Zurich    | Suisse      |

## Résultats
| Date | Meeting                   | 1er                        | 1er   | 2e                            | 2e    | 3e                         | 3e    |
| --- | ------------------------- | -------------------------- | ----- | ----------------------------- | ----- | -------------------------- | ----- |
| 15 mai 2011 | Shanghai                  | Liu Xiang 13 s 07 (WL)     | 4 pts | David Oliver 13 s 18          | 2 pts | Aries Merritt 13 s 24 (SB) | 1 pt  |
| 4 juin 2011 | Eugene                    | David Oliver 12 s 94 (WL)  | 4 pts | Liu Xiang 13 s 00 (SB)        | 2 pts | Aries Merritt 13 s 18 (SB) | 1 pt  |
| 9 juin 2011 | Oslo                      | Aries Merritt 13 s 12 (SB) | 4 pts | Dwight Thomas 13 s 15 (NR)    | 2 pts | Joel Brown 13 s 20 (PB)    | 1 pt  |
| 8 juillet 2011 | Paris                     | Dayron Robles 13 s 09      | 4 pts | David Oliver 13 s 09          | 2 pts | Dwight Thomas 13 s 18      | 1 pt  |
| 29 juillet 2011 | Stockholm Vent : -2,3 m/s | Jason Richardson 13 s 17   | 4 pts | David Oliver 13 s 28          | 2 pts | Dwight Thomas 13 s 40      | 1 pt  |
| 5-6 aout 2011 | Londres                   | Dayron Robles 13 s 04 (MR) | 4 pts | Jason Richardson 13 s 08 (PB) | 2 pts | David Oliver 13 s 19       | 1 pt  |
| 8 septembre 2011 | Zurich                    | Dayron Robles 13 s 01      | 8 pts | Jason Richardson 13 s 10      | 4 pts | David Oliver 13 s 26       | 2 pts |
| Records et Performances - AR : Record continental (area record) - CR : Record des championnats (championship record) - MR : Record du meeting (meet record) - NR : Record national (national record) - OR : Record olympique (olympic record) - PR : Record paralympique (paralympic record) - PB : Record personnel (personal best) - SB : Meilleure performance personnelle de la saison (season's best) - WL : Meilleure performance mondiale de l'année (world leader) - WJR : Record du monde junior (world junior record) - WR : Record du monde (world record) Circonstances et Conditions - DNF : N'a pas terminé (did not finish) - DNS : N'a pas pris le départ (did not start) - DQ : Disqualification (disqualification) - NM : Aucun essai valable enregistré (No Mark) - Q : Qualifié « directement » au prochain tour (ou à la prochaine compétition), lors d'une compétition majeure, grâce au classement ou à la réalisation des minima (automatic qualifier) - q : Qualifié au prochain tour (ou à la prochaine compétition), lors d'une compétition majeure, grâce au repêchage ou à la réalisation de l'une des meilleures performances parmi celles des « non qualifiés directement » (grâce au meilleur temps ou à la meilleure distance par exemple) (secondary qualifier) |                           |                            |       |                               |       |                            |       |

## Classement général
- Classement final[1] :

| Rang | Athlète          | Points |
| ---- | ---------------- | ------ |
| 1    | Dayron Robles    | 16     |
| 2    | David Oliver     | 13     |
| 3    | Jason Richardson | 10     |
| 4    | Aries Merritt    | 6      |
| 5    | Dwight Thomas    | 4      |